# 설경동
설경동(薛卿東, 1901년 3월 19일 - 1974년 1월 20일)은 전 대한민국의 기업인이다. 대한전선그룹의 창업주이다.

## 생애
1901년 평안북도 철산 출신으로 무산보통학교를 졸업했다. 일본 오쿠라 고등상업학교를 다녔지만 졸업을 하지 못했다. 1945년 혼자 남한으로 내려와 조선수산과 대한산업을 설립했다. 1953년 방직공장을 인수해서 대한방적주식회사를 설립했다. 1954년 대동증권을 설립했고, 같은 해 대한전선을 불하받았다.

## 같이 보기
- 대한전선

## 참조
1. ↑  호적상 1903년 출생.
2. ↑  1주일새 공중분해된 국제그룹과 대한전선 기구한 운명 《머니투데이》, 2013년 10월 10일